# 阿加特·罗素
阿加特·罗素（法語：Agathe Rousselle，1988年7月14日—），法国演员、模特儿、摄影师，《Peach》杂志与定制刺绣公司Cheeky Boom联合创办人。凭借茱莉亞·迪古何諾导演电影《钛》一举成名，拿下第74屆坎城影展金棕榈奖。

## 早期生涯
阿加特·罗素职业生涯早期任记者和编辑。2016年创办关注新兴文化的网络杂志《General Pop》，与蒂芬-蒂安娜·富纳罗（Tifenn-Tiana Fournereau）创办女权主义杂志《Peach》。《Peach》杂志完全由女性编写，突出介绍知名女性艺术家及创作者，回应法国社会所缺乏的对女性艺术家群体的观察。杂志上线仪式于2016年9月22日在巴黎TDTF酒吧举行。阿加特解释创办女性专属杂志的原因：
蒂芬和我身为女孩，工作表现非常突出。当女孩们的编辑部出现了一个男人的时候，那个男人往往是做决定的人。
这本杂志的目标是跟面向男性和女性的传统“女性主义”媒体分别开，倡导包容个职业领域的跨性别人士与非二元性别人士。
阿加特热爱刺绣，2012年与好友让·安德烈·德·特雷蒙泰尔（Jean André de Trémontels）创办Cheeky Boom公司，生产绣有定制刺绣T恤衫及裙裤。她还是阿迪达斯赞助的跑步团体Boost Pigalle的队长。兼职摄影和模特儿。

## 电影生涯
阿加特电影生涯初期在一些故事片以小角色身份短暂出场，参演洛朗·佩罗作品《未来五虚空》（5 vagues de l’avenir）。
2021年，在茱莉亞·迪古何諾导演作品《钛》中扮演主角艾莉西亚。影片于第74屆坎城影展期间在节庆宫，获全场观众起立鼓掌，荣获金棕榈奖，收获影评人与大众媒体好评。在第57届纽约电影节上，影片获得全场观众起立鼓掌，对妇女暴力及历史中曾有的准酷儿的展现得到认可。
阿加特在片中饰演已过而立之年的舞蹈演员艾莉西亚，这位演员因为童年时的一场严重车祸，头骨植入一块钛金属板，也从此患上创伤后综合症，有杀人冲动。与她演对手戏的文森·林頓扮演文森特一角。艾莉西亚这个角色非常暴力，还改变了样貌和名字，颠覆同类电影形成的定律。自童年遭遇变故以来，艾莉西亚对汽车和金属有非常寻常的性吸引力及欲望。在警方的追捕下，她改变身份，扮演文森特失踪已久的儿子。部分评论认为艾莉西亚有时落入迷恋变性人身体的陷阱。因此，电影经常展现跨性別男性变性的手法，比如用胶带包扎胸部。艾莉西亚在电影过程中变换性别认同，起初以女性形象示人，但仍通过改变外表，利用阿德里安这个角色躲避警察。影片部分内容与小说《我的性别认知是武装直升机》类似。

## 电影作品
长片
- 《钛》（2021，茱莉亞·迪古何諾导演[12]）

短片
- 《未来五虚空》（2015，5 vagues de l’avenir，洛朗·佩罗（法语：Laurent Perreau）导演[9]）
- 《寻找自我》（2017，Looking For The Self，蒂博·德拉·加斯佩拉导演[24]）
- 《爱慕》（2021，Loving，蒂博·布凯拉托（法语：Thibaut Buccellato）导演[9]）